# 哈萨克裔加拿大人
哈萨克裔加拿大人（英語：Kazakh Canadians），是指哈萨克斯坦裔的加拿大公民或加拿大籍的哈萨克人后裔。
根據2011年加拿大人口普查，有2,270加拿大人是哈薩克裔。在2013年11月12日在安大略省的多倫多成立加拿大哈薩克人協會。